# Munnozia acostae
Munnozia acostae là một loài thực vật có hoa trong họ Cúc. Loài này được (I Chung) H.Rob. & Brettell mô tả khoa học đầu tiên năm 1974.